# Eupithecia adunata
Eupithecia adunata là một loài bướm đêm trong họ Geometridae.